# Friendship, Wisconsin
Friendship är en by (village) och administrativ huvudort i Adams County i Wisconsin i USA. Enligt 2010 års folkräkning hade Friendship 725 invånare.